# Dillingham
Dillingham è un comune degli Stati Uniti d'America, capoluogo dell'omonima area censuaria, nello Stato dell'Alaska.